# كأس اليونان 1986–87
كأس اليونان 1986–87 (باليونانية: Κύπελλο Ελλάδος ποδοσφαίρου ανδρών 1986-87)‏ هو الموسم 45 من كأس اليونان. أشرف على تنظيمه الاتحاد الإغريقي لكرة القدم، وكان عدد الأندية المشاركة فيه 76، وفاز فيه أوفي كريت.